# Liparis chefuensis
Liparis chefuensis är en fiskart som beskrevs av Wu och Wang, 1933. Liparis chefuensis ingår i släktet Liparis och familjen Liparidae. Inga underarter finns listade i Catalogue of Life.